# Rudine (gmina Nikšić)
Rudine (cyr. Рудине) – wieś w Czarnogórze, w gminie Nikšić. W 2011 roku liczyła 45 mieszkańców.